# Ньигес, Аарон
Ааро́н Ньи́гес Эскла́пес (исп. Aarón Ñíguez Esclápez; род. 26 апреля 1989, Эльче) — испанский футболист, нападающий. Старший брат Сауля Ньигеса.

## Карьера

### Клубная
Аарон Ньигес является воспитанником футбольной школы испанского клуба «Валенсия». За основную команду «Валенсии» Аарон дебютировал 5 декабря 2006 года в матче Лиги чемпионов против итальянской «Ромы», выйдя на замену на 27 минуте.
После начала сезона 2007/08 Аарон отправился в аренду в клуб «Херес», а затем в январе 2008 года Ньигес отправился в аренду в греческий «Ираклис». Свой первый мяч за «Ираклис» Аарон забил с пенальти 16 марта 2008 года в ворота «Паниониоса», который проиграл матч со счётом 1:0. 
13 августа 2008 года Аарон перешёл на правах аренды на два года в шотландский клуб «Рейнджерс», который по окончании аренды мог выкупить у «Валенсии» права на футболиста. 31 августа 2009 года Аарон досрочно отозван из клуба «Рейнджерс» и отдан на правах аренды в клуб «Сельта».
В начале августа 2010 года главный тренер «Валенсии» Унаи Эмери дал понять, что в этом сезоне он на Аарона не рассчитывает, после чего нападающий был отдан в аренду «Рекреативо».

### В сборной
В 2006 году Аарон выступал за юношескую сборную Испании на юношеском чемпионате Европы (до 17 лет), на котором его сборная дошла до полуфинала турнира. На юношеском чемпионате Европы Аарон отличился тремя забитыми голами.
В 2007 году Аарон выступал за молодёжную сборную Испании на юношеском чемпионате Европы (до 19 лет), на котором его сборная стала победителем турнира, обыграв в финальном матче в серии пенальти юношескую сборную Греции со счётом 1:0.